# Felipe Agoncillo
Pour les articles homonymes, voir Agoncillo (homonymie).
Felipe Agoncillo, né le 26 mai 1859 à Taal et mort le 29 septembre 1941 à Manille, était un avocat, juriste  et diplomate philippin. Il reste connu pour avoir été le premier diplomate philippin de l'histoire.

## Biographie
Il est né à Taal le 26 mai 1859 dans milieu privilégié, de Ramon Agoncillo et Gregoria Encarnacion. Il étudie à l'université Ateneo de Manila et à l'université de Santo Tomas où il obtient un baccalauréat universitaire ès lettres en 1875. Il exerce comme juriste à Taal, où il gère aussi le domaine familial ; charitable, il offre souvent ses services aux pauvres. Il épouse à trente ans Marcela Agoncillo, connue pour avoir tissé le premier drapeau philippin de l'histoire. Ils ont six filles ensemble : Lorenza, Gregoria, Eugenia, Marcela, Adela et Maria.
Il part en exil à Hong Kong durant la révolution philippine contre l'Espagne en raison de ses idées anticoloniales. Il y rencontre les principaux meneurs de la révolution, dont Emilio Aguinaldo. Après la défaite espagnole, il devient le représentant de la Première République des Philippines lors des pourparlers du traité de Paris entre les États-Unis et l'Espagne, et voyage beaucoup à cette époque. Cependant, il n'a pas eu le succès qu'il escomptait, car l'Espagne cède sa colonie des Philippines aux États-Unis, sans que les deux puissances n'en reconnaissent l’indépendance, ni n'acceptent de discuter avec Agoncillo.
Il utilise la majeure partie de sa fortune pour son activité diplomatique. Le traité signé, il rejoint sa famille à Hong Kong, puis tous rentrent aux Philippines dans leur maison à Manille après la guerre américano-philippine, où il reprend son métier de juriste. Il meurt le 29 septembre 1941 et est enterré au cimetière catholique La Loma. Sa femme, qui meurt quelques années plus tard en 1946, est enterrée à ses côtés.
La ville d'Agoncillo est nommée en son honneur en 1949 dans la province de Batangas. Sa maison natale à Taal est de nos jours un musée en sa mémoire.